# Mame Madior Boye
Mame Madior Boye (1940) foi primeira-ministra do Senegal de 2001 a 2002. Ela foi a primeira mulher a ocupar esse cargo.

## Vida e carreira
Boye nasceu em uma família de advogados em São Luís e, como seus três irmãos, estudou direito em Dakar e Paris. O pai dela era balconista e depois oficial de justiça. Ela se formou na Faidherbe High School em sua cidade natal. Em 1963, ela se matriculou na Faculdade de Ciências Jurídicas e Econômicas da Universidade de Dakar e continuou sua formação no Centro Nacional de Estudos Judiciais (CNEJ) em Paris até 1969.
Ela passou a maior parte de sua carreira atuando na área jurídica no Senegal. Foi sucessivamente vice-promotora pública, juíza e primeira vice-presidente do Tribunal Regional de Primeira Classe de Dakar e presidente da câmara do Tribunal de Apelação. Ela foi fundadora e a primeira mulher presidente da Associação de Advogados Senegaleses de 1975 a 1990, e depois tornou-se diretora de compromissos da Companhia Bancária da África Ocidental de setembro de 1990 a Abril de 2000. Boye também foi vice-presidente da Federação Internacional de Advogadas de 1978 a 1998. Era uma feminista militante, muçulmana e divorciada com dois filhos. Suas relações com o regime do presidente Abdou Diouf foram tensas e ela não aceitou altos cargos no sistema judicial para preservar sua integridade e independência.

## Primeira-ministra
Após a vitória de Abdoulaye Wade nas eleições presidenciais de 2000, Boye tornou-se Ministra da Justiça em abril de 2000. Mas surgiram tensões entre o presidente e o primeiro-ministro, que era de outro partido político. Moustapha Niasse renunciou e Boye foi nomeada por Wade como primeira-ministra em 3 de março de 2001, dois meses antes das eleições legislativas. No governo de Wade não possuía muitas mulheres no legislativo e mais de 30 organizações não-partidárias de mulheres organizaram uma campanha antes das eleições exigindo mais mulheres na legislatura seguinte. Boye não era apenas uma mulher, ela também era apartidária, o que parecia bom. Ela permaneceu como ministra da Justiça no novo governo. As eleições deram a Wade uma grande maioria - 89 de 120 cadeiras. A representação das mulheres aumentou, mas não para mais de 19%. Após as eleições legislativas de abril de 2001, Boye foi nomeada primeira-ministra em 10 de maio de 2001; ela foi, no entanto, substituída como Ministra da Justiça.

## Desastre do Le Joola
Mais tarde, em setembro de 2004, Boye foi nomeada por Alpha Oumar Konaré como Representante Especial da União Africana para a promoção da proteção de civis em conflitos armados.
Em 12 de setembro de 2008, um juiz na França emitiu um mandado de prisão para Boye, juntamente com outros oito, por ligação com o Desastre do Le Joola. O governo senegalês rejeitou isso e, em resposta, decidiu processar o juiz que emitiu os mandados. O Tribunal de Apelação de Paris anulou o mandado de prisão de Boye em meados de junho de 2009.